# Keane Lewis-Potter
Keane William Lewis-Potter (sinh ngày 22 tháng 2 năm 2001) là một cầu thủ bóng đá người Anh thi đấu cho Brentford FC. 

## Sự nghiệp
Vào tháng 3 năm 2019, Lewis-Potter thi đấu theo dạng cho mượn ở Bradford Park Avenue trong phần còn lại của mùa giải 2018-19.
Ngày 9 tháng 11 năm 2019, Lewis-Potter có màn ra mắt cho Hull City khi vào sân từ phút 89 thay cho Leonardo Lopes trong thất bại 0-1 trên sân nhà trước West Bromwich Albion. Ngày 30 tháng 11 năm 2019, anh vào sân từ ghế dự bị thay cho Callum Elder và ghi bàn thắng đầu tiên và duy nhất cho Hull trong thất bại 3-1 trước Barnsley.

## Thống kê sự nghiệp
Tính đến 18 tháng 7 năm 2020.
| Câu lạc bộ                  | Mùa giải            | Giải quốc nội       | Giải quốc nội | Giải quốc nội | Cúp FA  | Cúp FA    | League Cup | League Cup | Khác    | Khác      | Tổng    | Tổng      |
| Câu lạc bộ                  | Mùa giải            | Hạng đấu            | Số trận       | Bàn thắng     | Số trận | Bàn thắng | Số trận    | Bàn thắng  | Số trận | Bàn thắng | Số trận | Bàn thắng |
| --------------------------- | ------------------- | ------------------- | ------------- | ------------- | ------- | --------- | ---------- | ---------- | ------- | --------- | ------- | --------- |
| Hull City                   | 2018-19             | EFL Championship    | 0             | 0             | 1       | 0         | 0          | 0          | 0       | 0         | 1       | 0         |
| Hull City                   | 2019-20             | EFL Championship    | 20            | 2             | 1       | 0         | 0          | 0          | 0       | 0         | 21      | 2         |
| Bradford Park Avenue (mượn) | 2018-19             | NL North            | 5             | 0             | 0       | 0         | 0          | 0          | 0       | 0         | 5       | 0         |
| Tổng cộng sự nghiệp         | Tổng cộng sự nghiệp | Tổng cộng sự nghiệp | 25            | 2             | 2       | 0         | 0          | 0          | 0       | 0         | 27      | 2         |